# Anniversary Waltz (VHS)
Anniversary Waltz è un video in formato VHS pubblicato dal gruppo inglese Status Quo nel 1991.

## Tracce
1. Is It Really Me?
2. Gotta Go Home
3. Pictures of Matchstick Men
4. Caroline
5. Roll Over Lay Down
6. Little Lady
7. Medley 1: Mystery Song, Railroad, Most of the Time, Wild Side of Life, Rollin' Home, Again & Again, Slow Train
8. Hold You Back
9. Down Down
10. Dirty Water
11. Whatever You Want
12. In the Army Now
13. Rockin' All Over the World
14. Don't Waste My Time
15. Medley 2: Roadhouse Blues, Irish Washer Woman, Mexican Hat Dance, The Wanderer, Marguerita Time, Living On An Island, Break The Rules, Something 'Bout You Baby I Like, The Price of Love, Roadhouse Blues, The Happy Wanderer
16. Burning Bridges
17. Medley 3: Let's Dance, Red River Rock, No Particular Place To Go, The Wanderer, I Hear You Knocking, Lucille, Great Balls of Fire
18. The Brit Awards Medley: Caroline, Rockin' All Over the World, Down Down, Whatever You Want

## Formazione
- Francis Rossi (chitarra solista, voce)
- Rick Parfitt (chitarra ritmica, voce)
- Andy Bown (tastiere)
- John 'Rhino' Edwards (basso, voce)
- Jeff Rich (percussioni)